# NCSA HTTPd
NCSA HTTPd — один з перших вебсерверів з підтримкою HTTP/1.0. Набув популярності на початку 1990 року, 1996 році припинилася підтримка проекту. В 1995 йому на зміну прийшов Apache, який був розроблений на базі NCSA, але з виправленими недоліками
Вебсервер був розроблений в Національному центрі суперкомп'ютерних застосунків (NCSA) в 1993 Rob McCool, базувався на CERN httpd. З 1995 перестали виходити оновлення через те що автори закінчили навчання в NCSA